# Medrese Islam Khodja

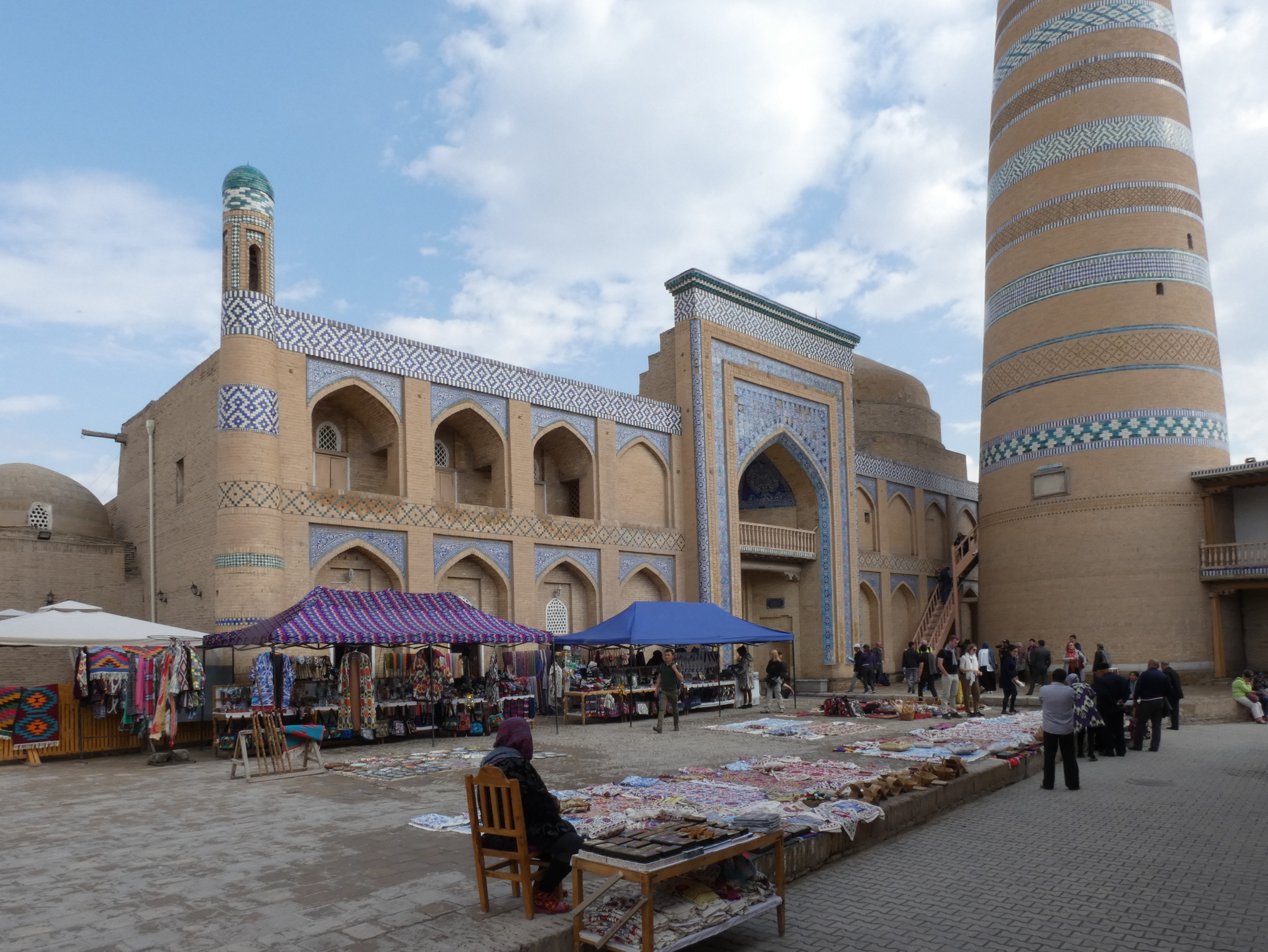
Vorderseite der Medrese Islam Khodja, rechts das Minarett Islam Khodja

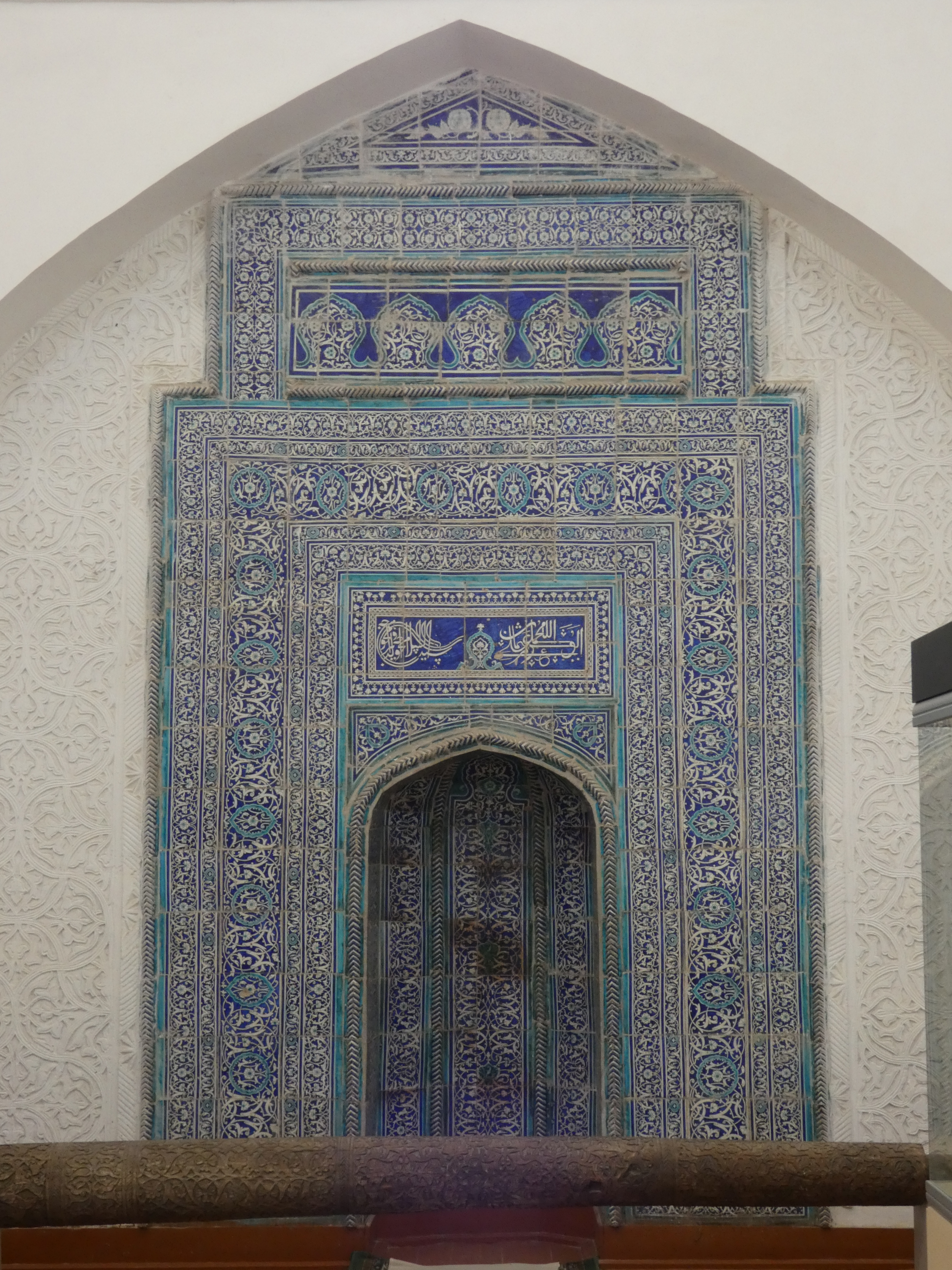
Die Mihrābnische der Moschee

Die Medrese Islam Khodja ist eine Medrese in Ichan Qalʼа, der zum UNESCO-Welterbe zählenden historischen Altstadt Chiwas. Sie wurde im frühen 20. Jahrhundert gebaut.

## Bauwerk
Die Medrese Islam Khodja bildet ein bauliches Ensemble mit dem Minarett Islam Khodja und steht östlich der Gedenkstätte Pahlawan Mahmud. Said Islam Khodja, ein Würdenträger unter dem Khan Said Muhammad Rahim II. (Regierungszeit 1863 bis 1910) und Wesir beziehungsweise erster Minister unter Khan Esfendijar (Regierungszeit 1910 bis 1920), ließ sie zu seinen Ehren errichten. Er wurde 1913 im Zuge einer Verschwörung ermordet.
Die Medrese wurde 1908 bis 1910 erbaut. Sie verfügt über einen kleinen Hof. Die Medrese Islam Khodja hat 42 Chudschras. Die Hauptfassade ist im Tympanon beziehungsweise in der Halbkuppel des Portals mit auffälligen blau-weißen Keramikfliesen mit Majoliken verkleidet. Weiterhin weist sie ein glasiertes Bandmuster auf. Sie wird von Türmen flankiert.
Den südöstlichen Teil der Medrese Islam Khodja nimmt die Moschee ein. Diese hat eine niedrige massive Kuppel. Die Mihrābnische der Moschee ist gestalterisch mit blauen Fliesen mit Majoliken und Stuckarbeiten abgetrennt. Die Medrese mit der Moschee wird als Museum genutzt.